# Iglesia de San Mateo Xalpa

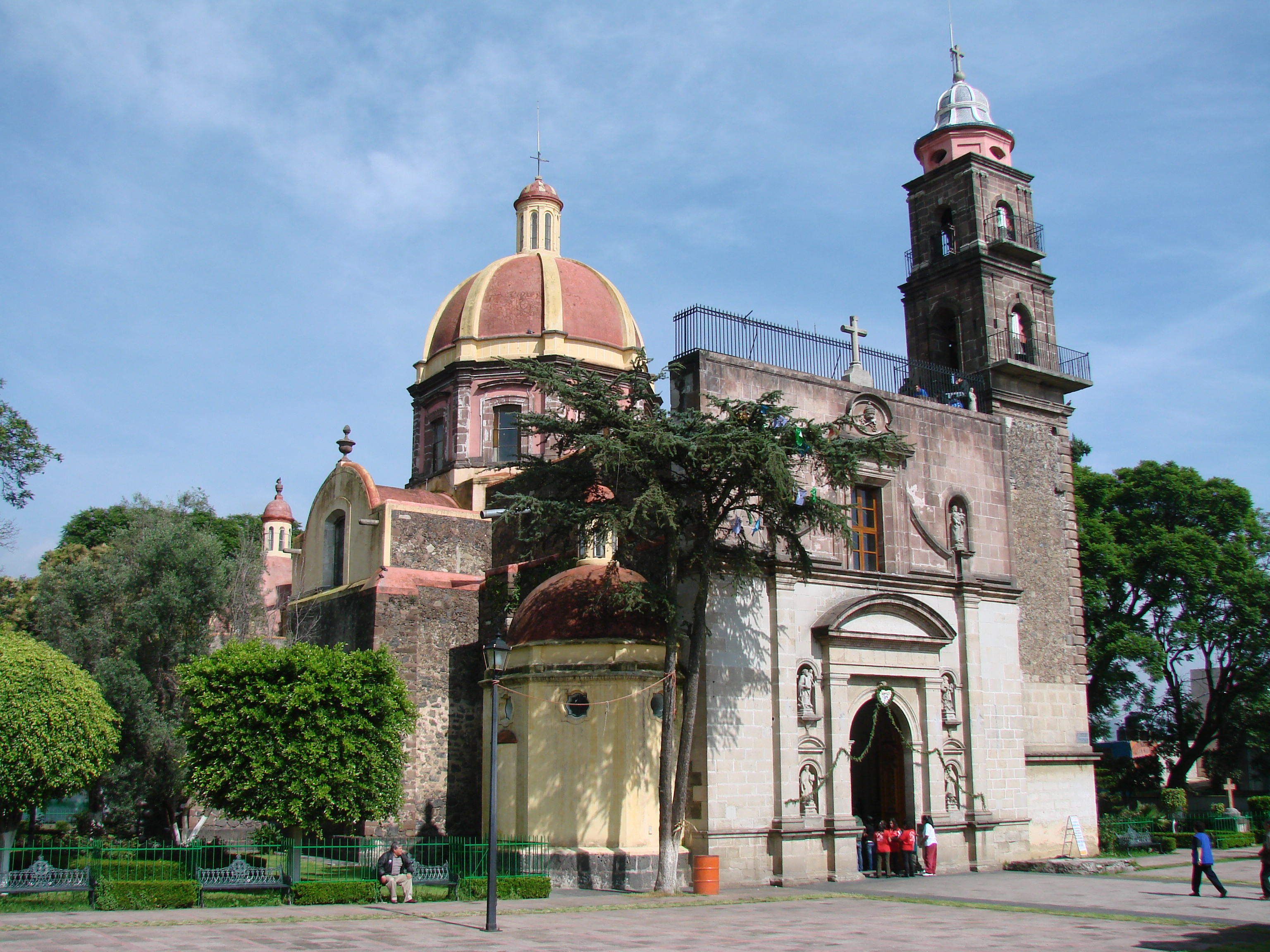
Iglesia de San Mateo Xalpa.

La Iglesia de San Mateo Xalpa se ubica en el pueblo mencionado San Mateo Xalpa en la delegación de Xochimilco.
La construcción de la capilla de San Mateo Xalpa fue iniciada en el siglo XVIII, sin embargo se fue concluyendo en varias etapas. En el atrio de la iglesia se ubican los restos de la primera ermita que fue levantada en el siglo XVII, además, el patio que actualmente está cubierto por adoquines era todavía un panteón en el año de 1986, por lo que aún se pueden encontrar arreglos florales en los lugares donde, según lo que la gente recuerda, yacen sus seres queridos.